# 三十七道品
三十七道品（さんじゅうしちどうほん）とは、初期アビダルマの時代に体系化された、仏教において菩提（悟り）に至るための三十七の修行法（修習・実践）のこと。菩提分法（ぼだいぶんぽう、巴: bodhipakkhiyā dhammā）、三十七法（sattatimsa dhamma）三十七品、三十七分法、三十七菩提分法（sattatimsa bodhipakkhiya dhamma）、三十七覚分ともいう。四念住・四正断・四神足・五根・五力・七覚支・八正道の七科に分かれる。
道（Magga）とは解脱への道、涅槃を求める者が探求されるべきこと。分（パーリ語: pakkhiyā）とはパーリ語: pakkhaまたはサンスクリット: paksaに由来し、鳥の翼を意味する。これから派生したパーリ語: pakkhiyaまたはサンスクリット: paksya、paksikaとは親族の支援であり、転じて助けと利益を意味する。
三十七道品という概念は原始仏教時代から後世に成立したものであり、漢訳の中阿含経から見られるが、該当するパーリ語長部には三十七の数は出現しない。清浄道論に記載されるように、三十七とは各々別々に説かれた内容（七科）をひとまとめにし、その各項目を合計して総称しただけのものなので、内容的には重複している部分も多く、特に後の五科は概ね同じ内容を表している。

## 内容
近現代の学術的な仏教研究によれば、三十七道品、つまり悟りのための37種類の実践修行は、以下のように段階的に成立したことがわかっている。
- 最古層経典：修行法はほぼ「戒」や「定」や「慧」に該当する内容で占められる。
- 古層経典：新たな修行法もみられるようになる。その代表的な修行法が七種の修行法（三十七道品）である。中でも「五根」が最も早くみられ、続いて「八正道(八聖道)」が「四諦(四聖諦)」と一体で説かれる。
- 新層経典：新たに「四念処」「四正勤」「四神足」「五力」「七覚支」という修行法が説かれる。

つまり三十七道品は釈迦の「金口直説(こんくじきせつ)」ではなく、後世の経典作者が、釈迦の言説や思想を発展させてつくりあげた教説であると考えられる(並川2023a,p.14)。

Bhāvanaṃ anuyuttassa bhikkhave, bhikkhuno viharato kiñcāpi na evaṃ icchā uppajjeyya: aho vata me anupādāya āsavehi cittaṃ vimucceyyāti, atha khvassa anupādāya āsavehi cittaṃ vimuccati. 

Taṃ kissa hetu: bhāvitattātissa vacanīyaṃ. Kissa bhāvitattā: 

catunnaṃ satipaṭṭhānānaṃ, catunnaṃ sammappadhānānaṃ, catunnaṃ iddhipādānaṃ, pañcannaṃ indriyānaṃ, pañcannaṃ balānaṃ, sattannaṃ bojjhaṅgānaṃ, ariyassa aṭṭhaṅgikassa maggassa.
比丘たちよ、修習（バーヴァナー）を実践する比丘であれば、彼の心に「離貪し漏(āsrava)から解脱したい」との思いが起こらなくとも、彼の心は離貪し漏から解脱する。

それはなぜか。修習が達成されたからである。何の修習であるか？

四念処、四正勤、四神足、五根、五力、七覚支、八聖道である。
—パーリ仏典,  増支部 七集 67.Bhāvanānuyutta suttaṃ, Sri Lanka Tripitaka Project

### 四念住（四念処）
四種の観想
- 身念住（体をあるがままに観察する）
- 受念住（受をあるがままに観察する）
- 心念住（心をあるがままに観察する）
- 法念住（法をあるがままに観察する）

### 四正断（四正勤）
四つの努力。
- 已生悪断（すでに生じた悪は除くように）
- 未生悪令不生（いまだ生じてない悪は生じないように）
- 未生善令生（いまだ生じていない善は生ずるように）
- 已生善令増長（すでに生じた善は増すように）

### 四神足（四如意足）
四つの自在力
- 欲（すぐれた瞑想を得ようと願う）
- 精進（すぐれた瞑想を得ようと努力する）
- 念（すぐれた瞑想を得ようと心を集中する）
- 思惟（すぐれた瞑想を得ようと智慧をもって思惟観察する）

### 五根
五つの能力
- 信根（巴: saddhā、梵: śraddhā）- 如来の悟りへの信仰、十号の受容[8]。
- 精進根（勤, 巴: viriya、梵: virya） - 四正勤の努力[8]。
- 念根（巴: sati、梵: smṛti） - 四念処へ集中し、念（マインドフルネス）を獲得する[8]。
- 定根（巴: 梵: samādhi） - 定（サマーディ）を達成し、心一境性を獲得[8]。
- 慧根（巴: pañña、梵: prajñā）-苦の滅尽へ導く知恵（四諦）の理解[8]。

### 五力
五つの行動力
- 信力
- 精進力
- 念力
- 定力
- 慧力

### 七覚支
七つの悟りを構成するもの。
- 念（身・受・心・法の状態を観察、気をつけていること）- マインドフルネス
- 択法（法を調べること）
- 精進（努力）
- 喜（修行を実践することで生まれる喜び）
- 軽安（心身の軽やかさ）
- 定（心を集中して乱さない）
- 捨（対象への執着がない状態）

### 八正道
八つの正しい行い
- 正見（正しい見解）
- 正思惟（正しい考え）
- 正語（正しい言葉）
- 正業（正しい行為）
- 正命（正しい生業）
- 正精進（正しい努力）
- 正念（正しい念慮、気づき）
- 正定（正しい集中）

## 経典の記載
パーリ語経典長部の『大般涅槃経』では、死期が迫っていることをアーナンダに告げた釈迦が、ヴェーサーリー周辺の比丘たちを講堂に集めさせ、「清浄な行いが長く続くため、多くの人々の利益・幸福のため、多くの人々を憐れむため、人々と神々の幸福・利益のため」に、自分が知って説示してきた、そして、今後もよく保ち、実践・実修すべき「法」として、いわば遺言として挙げたものである（七科三十七道品とは述していない）。